# Mixer de begudes
Els mixers de begudes (del angles: Drink mixers, traduibles com mescladors de begudes) són els ingredients sense alcohol de les begudes mixtes i els còctels. Els mixers dilueixen la beguda, reduint l'alcohol en volum de la beguda. Canvien, milloren o afegeixen nous sabors a una beguda. Poden fer la beguda més dolça, més àcida o més salada. Alguns mixers canvien la textura o la consistència de la beguda, fent-la més espessa o més aquosa. Els mixers de begudes també es poden utilitzar estrictament amb finalitats decoratives canviant el color o l’aspecte de la beguda. També simplement augmenten el volum d’una beguda per fer-la durar més.

## Begudes amb cafeïna
La cafeïna, un estimulant, emmascara alguns dels efectes depressius de l’ alcohol.
- Cafè
- Begudes energètiques: Red Bull, etc.
- Te gelat, endolcit: Lipton BRISK, Nestea, etc.

## Mescladors i refrescos carbonatats

Un got d’ aigua amb gas

La carbonatació afegeix un toc festiu a les begudes. També augmenta l’absorció de l’alcohol al torrent sanguini a causa de l’augment de la pressió a l'estómac, que pot provocar una intoxicació més ràpida.
- Llimona amarga – aromatitzat amb quinina i llimona (suc i medul·la)
- Aigua carbonatada (també anomenada refresc de porra, aigua de sosa, aigua de seltzer o aigua amb gas)
- Cola: Coca-Cola, Pepsi, etc.
- Cervesa de gingebre
- Cervesa de gingebre
- Hoppy
- Lemon Sour
- Sosa de llimona – llima – 7 Up, Sprite, etc.
- S’utilitzen cervesa d’arrel, taronja, raïm i cirera, i altres refrescos amb gust de fruites i herbes, però normalment no han estat tan populars com les begudes esmentades anteriorment.
- Aigua tònica: l’ingredient essencial és la quinina. També s’afegeixen habitualment sucres i altres aromes.

## Productes làctics
Els productes lactis afegeixen un efecte suavitzant a la sensació de la beguda per contrarestar la cremada de l'alcohol. També fan que les begudes siguin opaques, normalment millorant i aclarint el color de la beguda.
- Crema
- Niu d’ou
- Meitat i meitat
- Gelat
- Llet

## Sucs

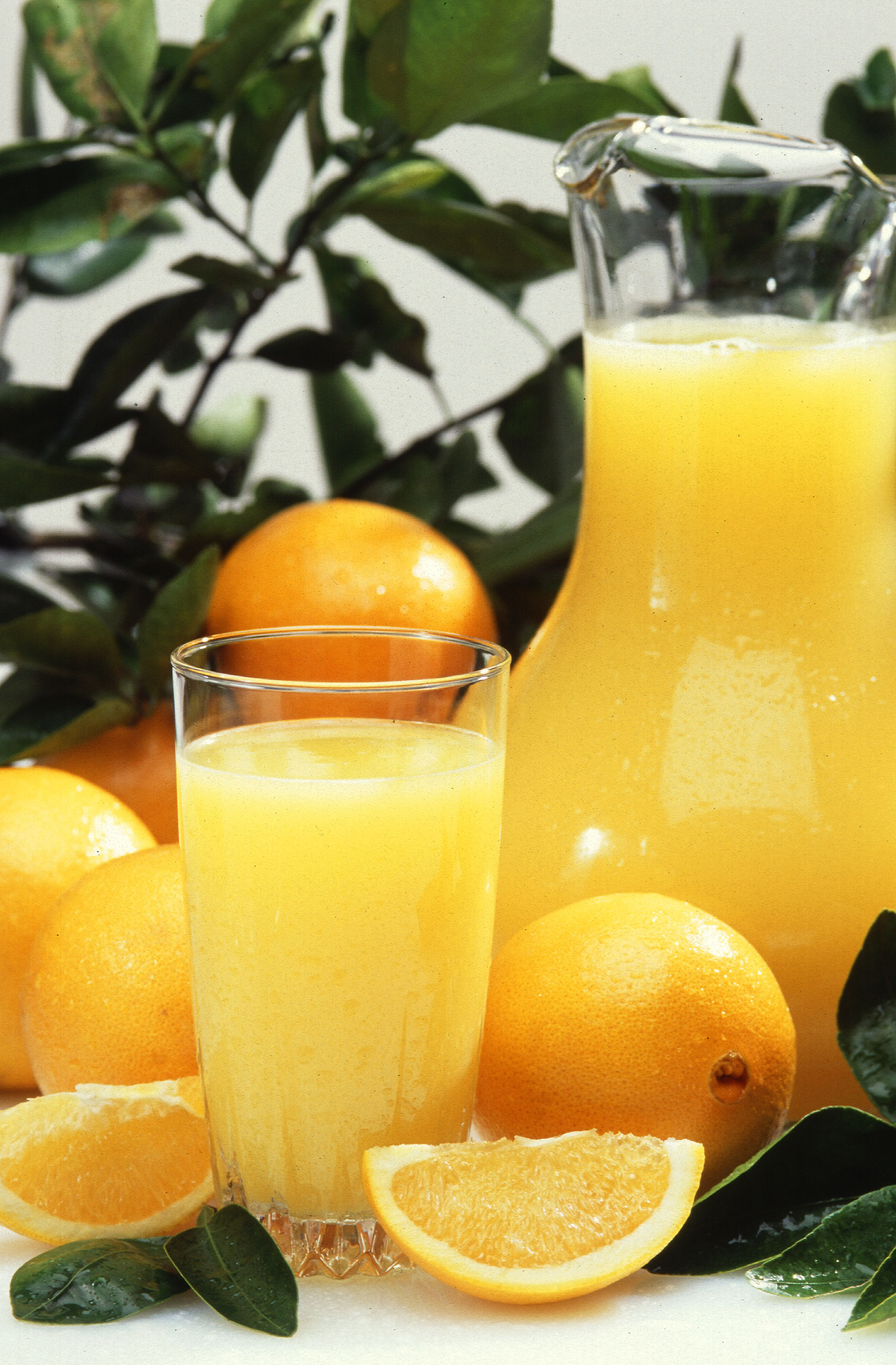
Suc de taronja.

Els sucs són afegits saborosos. Alguns afegeixen dolçor, altres afegeixen un toc agredolç i aporten una sensació de tarta dolça. Els sucs de fruita són addicions habituals als còctels a base de rom.
- Sidra de poma (no s’ha de confondre amb la sidra, coneguda com a sidra dura als EUA)
- Llet de coco o aigua de coco
- Suc de nabiu
- Suc de raïm
- Suc d'aranja
- Suc de llimona
- Llimonada
- Suc de llima, sense sucre
- Limeade
- Suc d’ oliva
- suc de taronja
- Suc de pinya
- Suc de tomàquet: normal o aromatitzat (V – 8, Clamato, etc.))
- Suc d’ herba de blat

## Barreges preparades

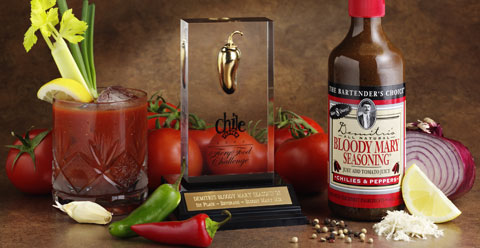
Barreja de Bloody Mary (extrema dreta)

Alguns proveïdors fabriquen ara mescles prefabricades que contenen tots els ingredients per a una beguda concreta. L’únic que cal afegir és l’alcohol.
- Barreja de Bloody Mary
- Barreja cosmopolita
- MesclaHhot Toddy
- Barreja de margarita
- Barreja de mojito
- Barreja de lliscaments
- Barreja de Daiquiri de maduixa

## Salses
L’addició d’una salsa sol donar un gust sorprenent a una beguda familiar. Les salses calentes s’utilitzen habitualment en els jocs de begudes.
- Amor
- Salsa picant: salsa tabasco, etc.
- Salsa de Worcestershire

## Xarops

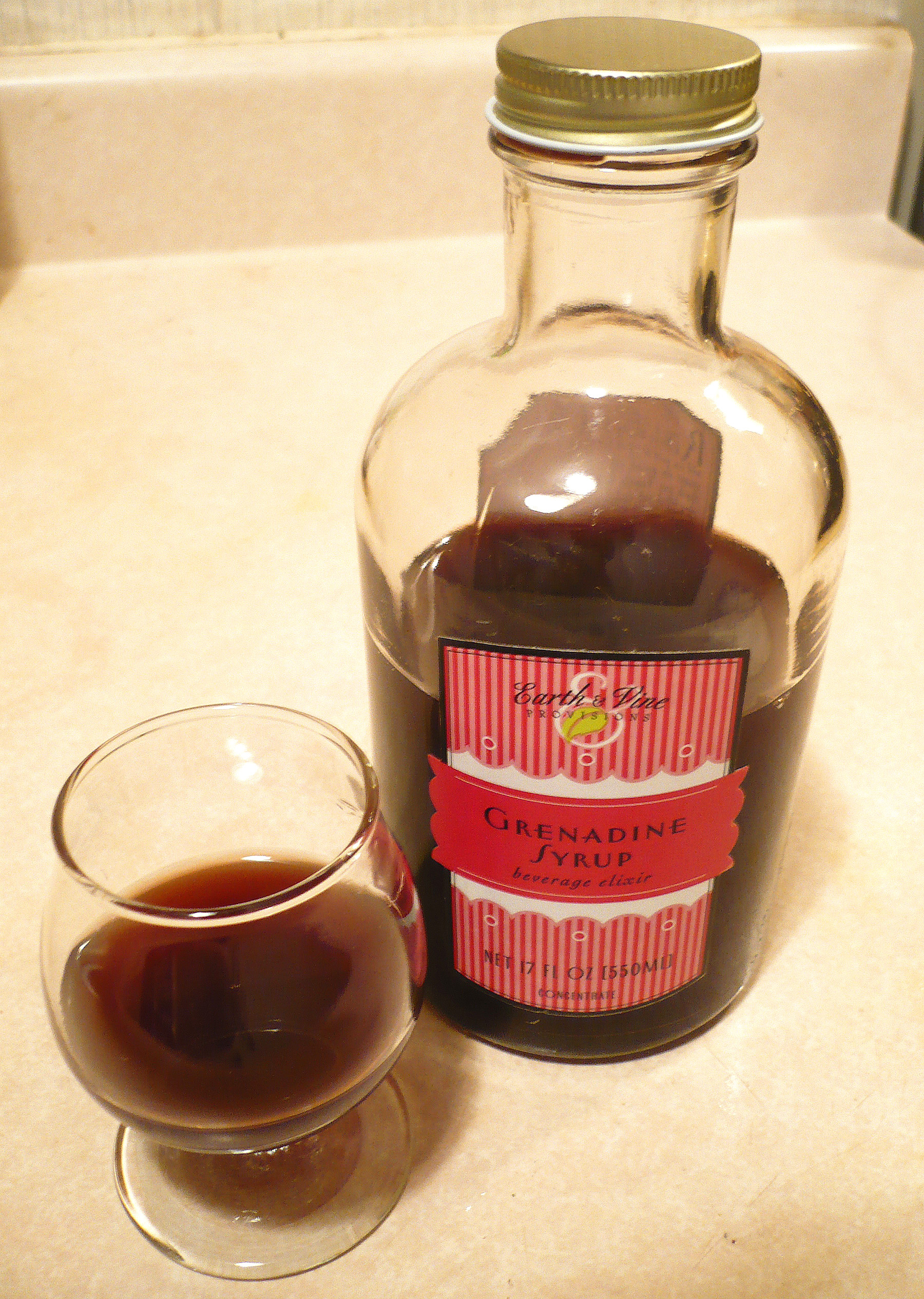
Xarop de granadina

L’ingredient clau d’un xarop és el sucre, que endolceix qualsevol beguda amb la qual es barreja. Sovint s’afegeixen altres sabors a un xarop de sucre.
- Xarop Demerara: una combinació de sucre Demerara, un sucre moreno natural i aigua.
- Falernum: d'origen caribeny, aromatitzat amb ametlles, gingebre i / o clau i llima.
- Fassionola: xarop de suc de fruita de la passió, taronja i guayaba; les variacions inclouen sabors d’hibisc i maduixa
- Grenadina: originalment elaborada amb suc de magrana, les varietats modernes varien en composició.
- Suc de llima, endolcit: suc de llima de Rose, etc.
- Orgeat: aromatitzat amb ametlles i aigua de roses o aigua de flor de taronja.
- Xarop simple: una combinació de sucre granulat i aigua.
- Barreja àcida: també es coneix com a barreja agredolça, una combinació de xarop senzill i suc de llimona o llima.
- Carabassa: xarop concentrat amb sabor a fruites o herbes.

## Altres mescladors
Molts altres aliments i begudes es poden utilitzar en begudes mixtes. Aquests són alguns altres comuns.
- Les clares d’ou s’espesseixen i augmenten l’ escuma de les begudes barrejades.
- Colorant alimentari
- Beguda esportiva: Gatorade, SunnyD, Redbull, etc.